# Гол Гумбаз
Гол Гумбаз — гробниця Мухаммада Аділ-шаха, султана Біджапуру. Мавзолей розташований у Біджапурі, штат Карнатака, Індія. Будівництво було завершено 1656 року.

## Галерея

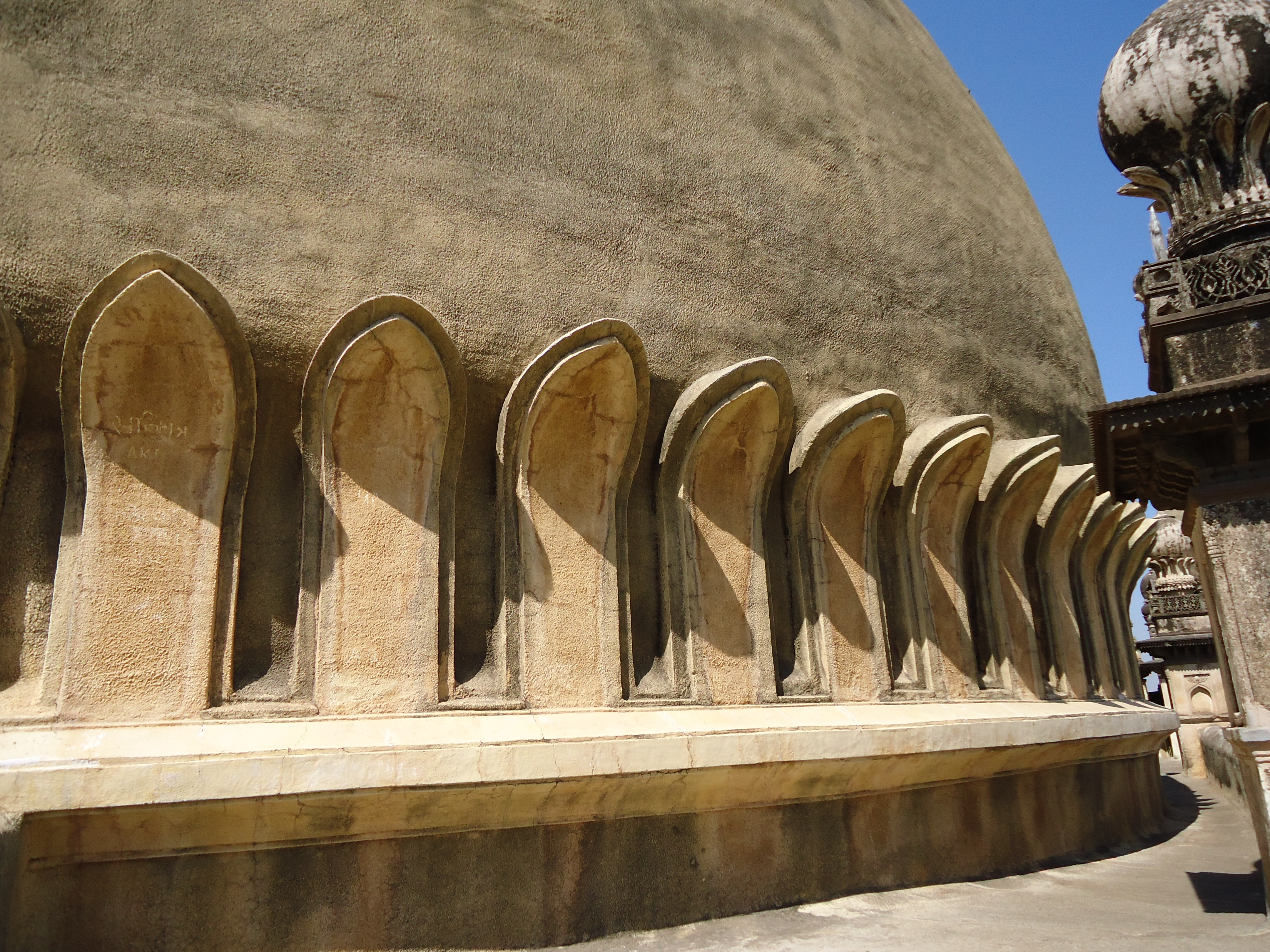
Вид на купол
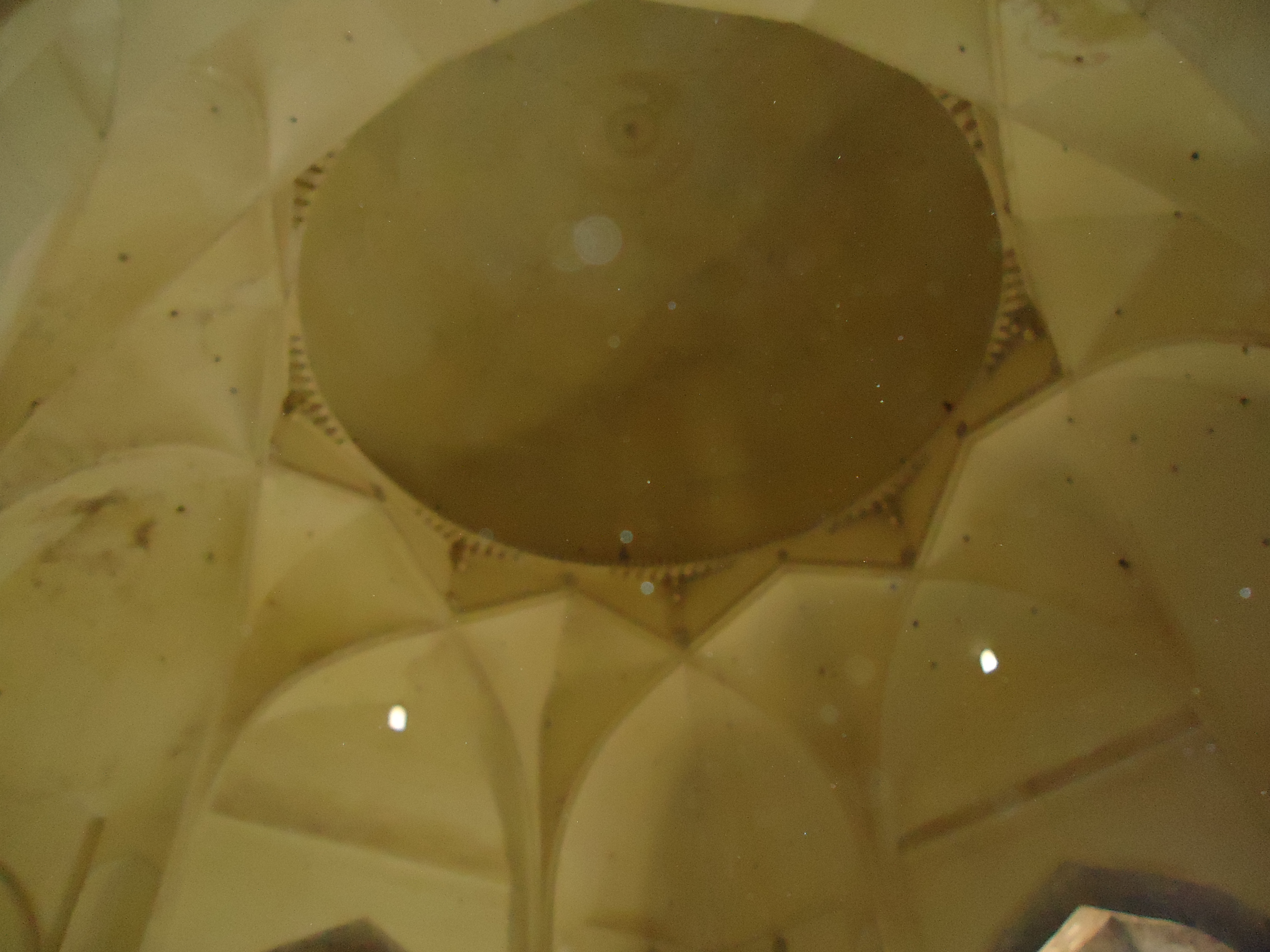
Купол зсередини
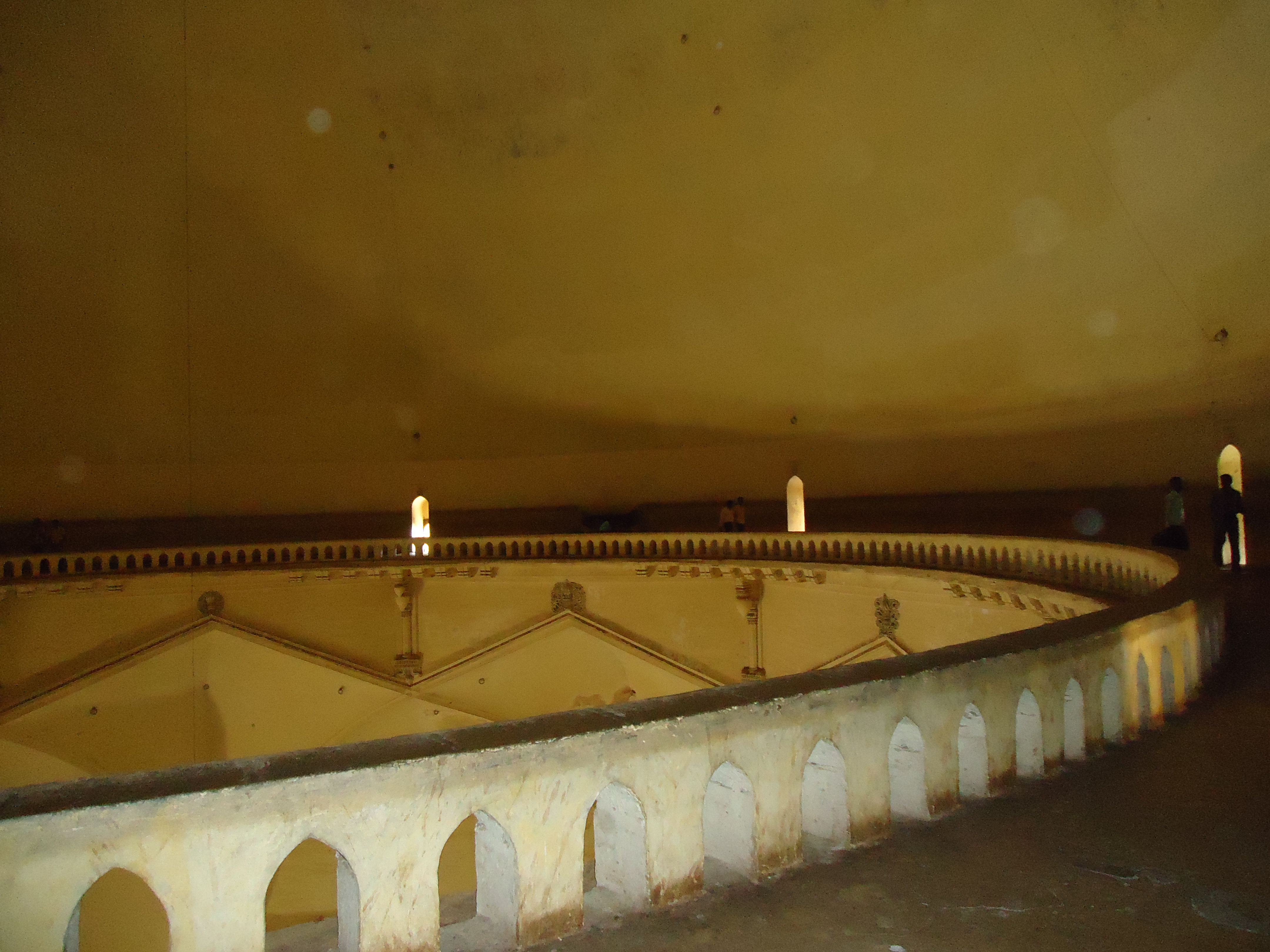
Тиха галерея
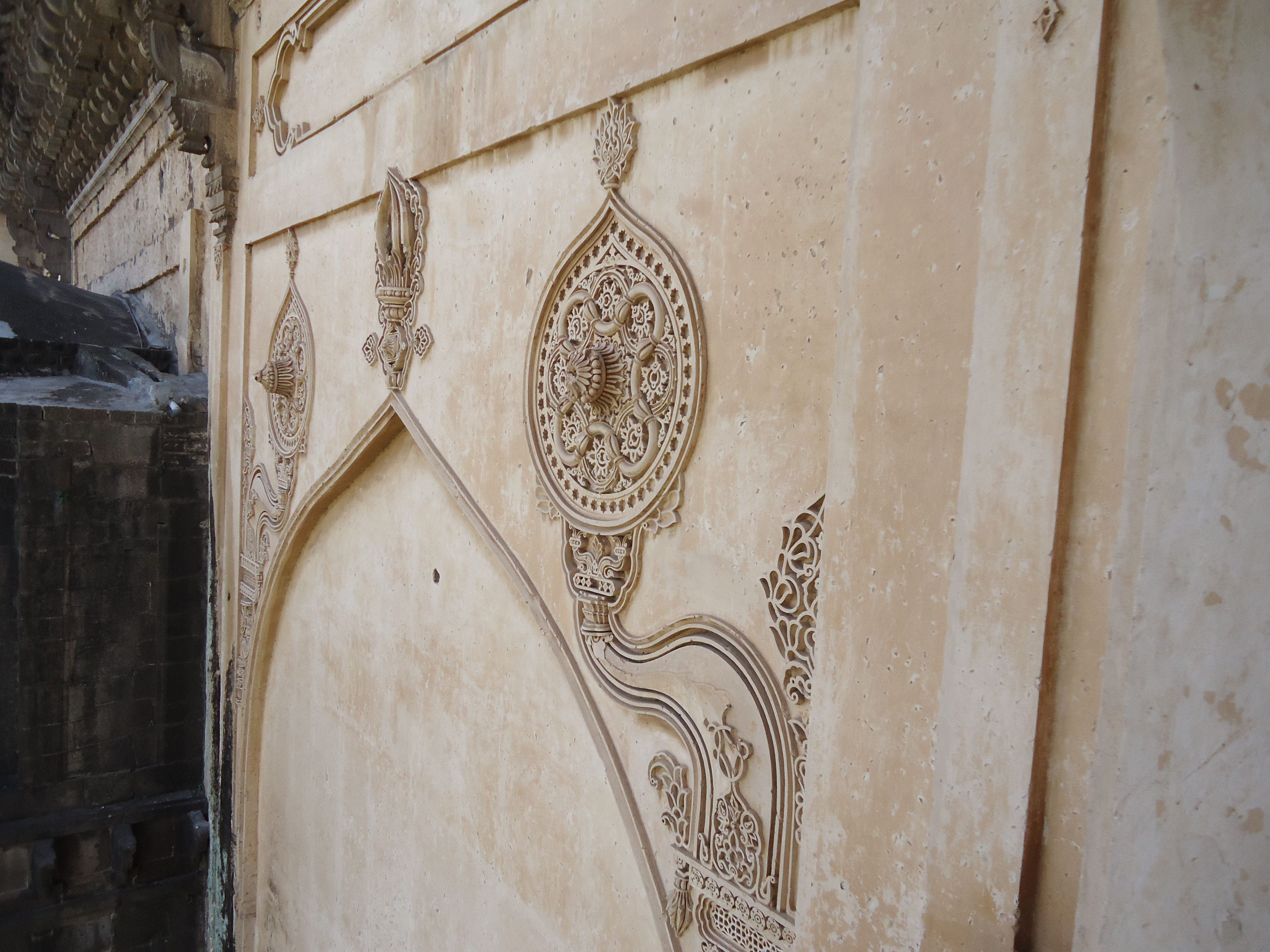
Розпис стін
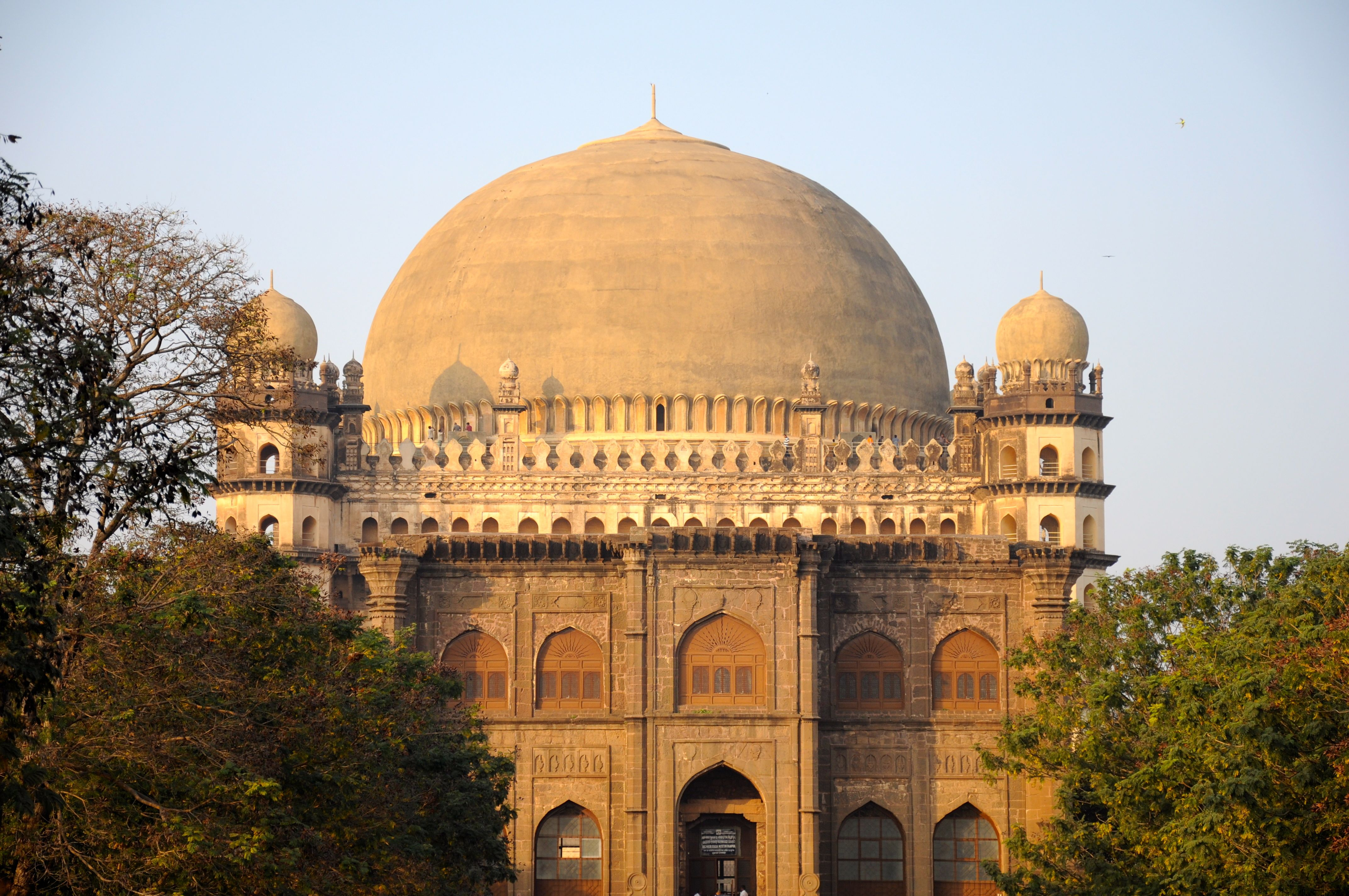
Вид на Гол Гумбаз від входу
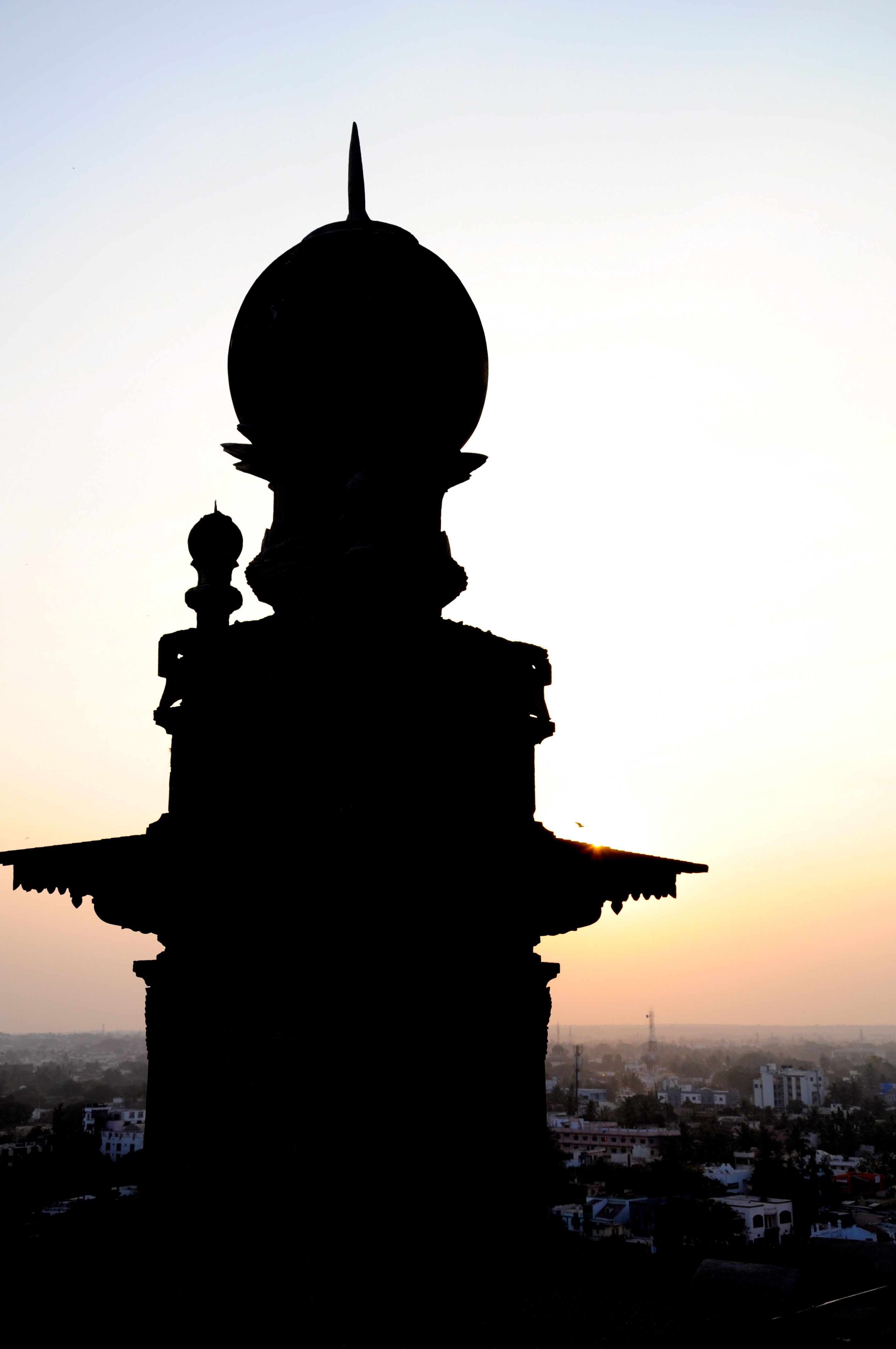
Один з мінаретів